# Koblîn, Mlîniv
Koblîn (în ucraineană Коблин) este un sat în comuna Pidhaiți din raionul Mlîniv, regiunea Rivne, Ucraina.

## Demografie
Componența lingvistică a localității Koblîn
     Ucraineană (98,63%)
     Rusă (1,37%)
Conform recensământului din 2001, majoritatea populației localității Koblîn era vorbitoare de ucraineană (98,63%), existând în minoritate și vorbitori de rusă (1,37%).